# Багаторакурсність
Багаторакурсність — властивість багатостереопарної автостереограми або голограми, що дозволяє «оглядати» знятий об'єкт з різних боків. Під час розглядання такого зображення, кожному положенню очей спостерігача відповідає свій ракурс, завдяки чому забезпечується бінокулярність і можливість спостереження об'єкта під різними кутами. Таким чином, нахил автостереограми на деякий кут дозволяє побачити зняті предмети з іншого ракурсу, тоді як поворот звичайної фотографії ніяк не змінює зображення. Повноцінна багаторакурсність властива інтегральній фотографії і, найбільшою мірою, голографії, яка фіксує хвильову картину світлового поля.
Під час створення багаторакурсної автостереограми, яку винахідник Герберт Айвз назвав «паралакс-панорамограмою», знімається кілька стереопар з різних точок, наприклад, спереду і з різних боків під невеликими кутами. Панорамограма може бути як дискретною, так і неперервною. У першому випадку знімання відбувається зі скінченного числа ракурсів, розділених проміжками. Неперервна панорамограма знімається спеціальним фотоапаратом, який рухається по дузі одночасно з переміщенням кодувального растру перед фотоматеріалом, і забезпечує неперервну автостереоскопію і плавне змінення ракурсу під час зміщування спостерігача.
Багаторакурсні стереограми найчастіше виготовляють методами лентикулярного друку. Набори знятих з різних точок фотознімків дискретних ракурсів придатні також для отримання складених (мультиплексних) голограм. У обох випадках доступна лише часткова багаторакурсність, оскільки всі доступні ракурси лежать тільки в горизонтальній площині, в якій переміщувалася знімальна камера. Зсув голови спостерігача вгору або вниз не дає ефекту «оглядання». З цих же причин бінокулярність забезпечується тільки в горизонтальній площині, перпендикулярно до якої зображення виглядає «плоским». Вертикальна багаторакурсність і бінокулярність доступні тільки в класичній голографії Френеля і інтегральній фотографії, що дозволяють необмежено змінювати точку огляду в межах фізичних розмірів знімка.